# Cimetière des Batignolles
| Cimetière des Batignolles | Cimetière des Batignolles                                                    |
| ------------------------- | ---------------------------------------------------------------------------- |
| Lage                      | 8, Rue Saint-Just 75015 Paris, 17. Arrondissement, Île-de-France, Frankreich |
| Eigentümer                | Stadt Paris                                                                  |
| Eröffnet                  | 22. August 1833                                                              |
| Fläche                    | 11 ha                                                                        |
| Divisionen                | 32                                                                           |
| Gräber                    | 15.000                                                                       |
| Website                   | equipement.paris.fr                                                          |

Der Cimetière des Batignolles ist ein Friedhof im Nordosten des 17. Arrondissement der französischen Hauptstadt Paris. Auf der Anlage mit einer Fläche von 11 ha befinden sich in 32 Divisionen 15.000 Gräber. Es ist flächenmäßig der viertgrößte Pariser Friedhof innerhalb der Stadtgrenzen. Die Grabanlage liegt am nordwestlichen Stadtrand. Zum Teil führt die Pariser Stadtautobahn Boulevard périphérique, zwischen dem Porte de Clichy und dem Porte de Saint-Ouen, über die Begräbnisstätte. Auf der Friedhofsanlage stehen 812 Bäume (47 Baumarten), davon hauptsächlich Kastanie sowie Ahorn, Esche und Platane. Als der Friedhof 1833 eingeweiht wurde, war er nur 10 Ar groß. Nachdem das Quartier des Batignolles 1860 in das Stadtgebiet von Paris überging, nahm die Anlage ihr jetziges Aussehen an.

## Galerie

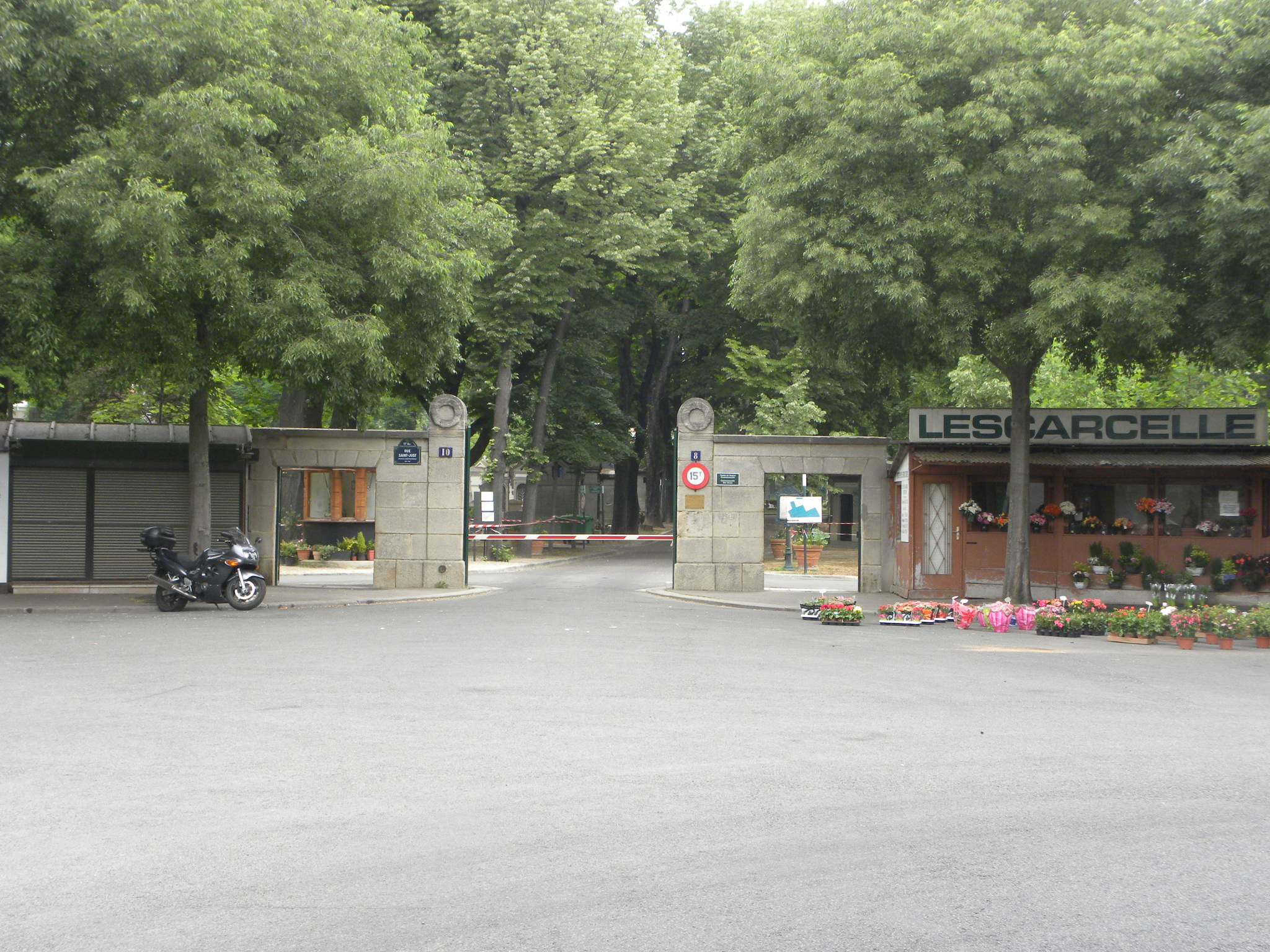
Eingang zum Cimetière des Batignolles
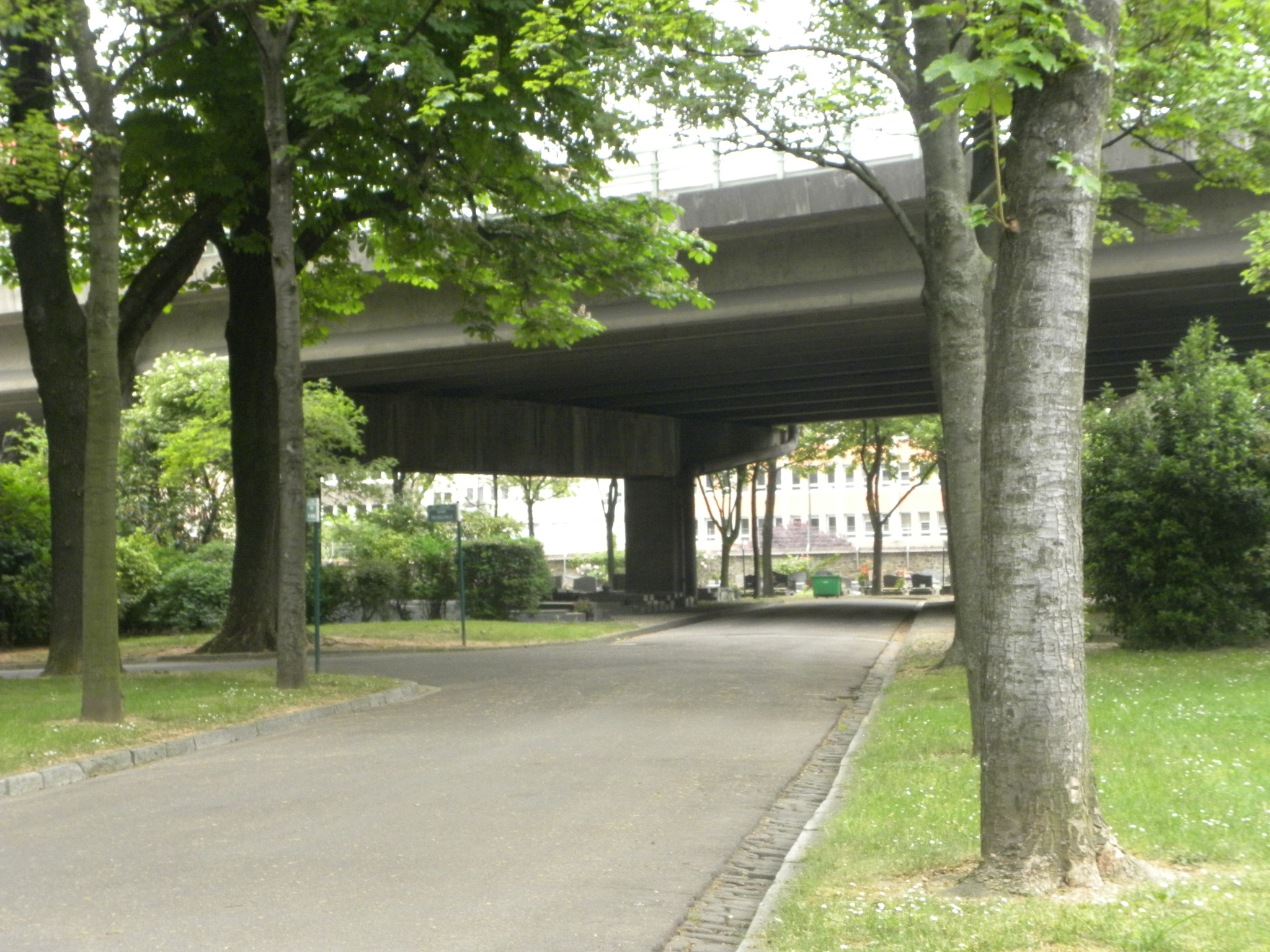
Der Boulevard périphérique führt über den Cimetière des Batignolles
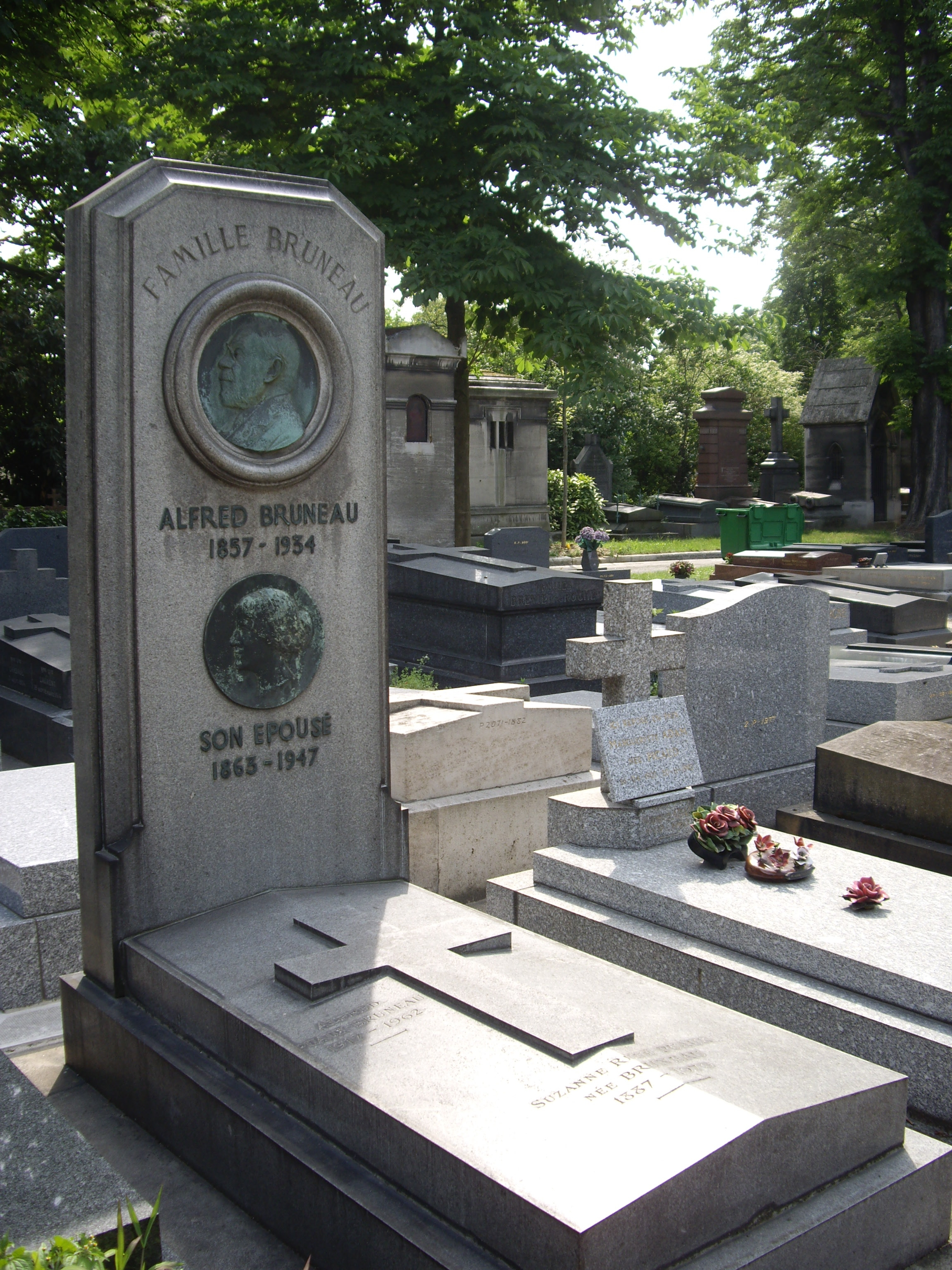
Das Grab von Alfred Bruneau
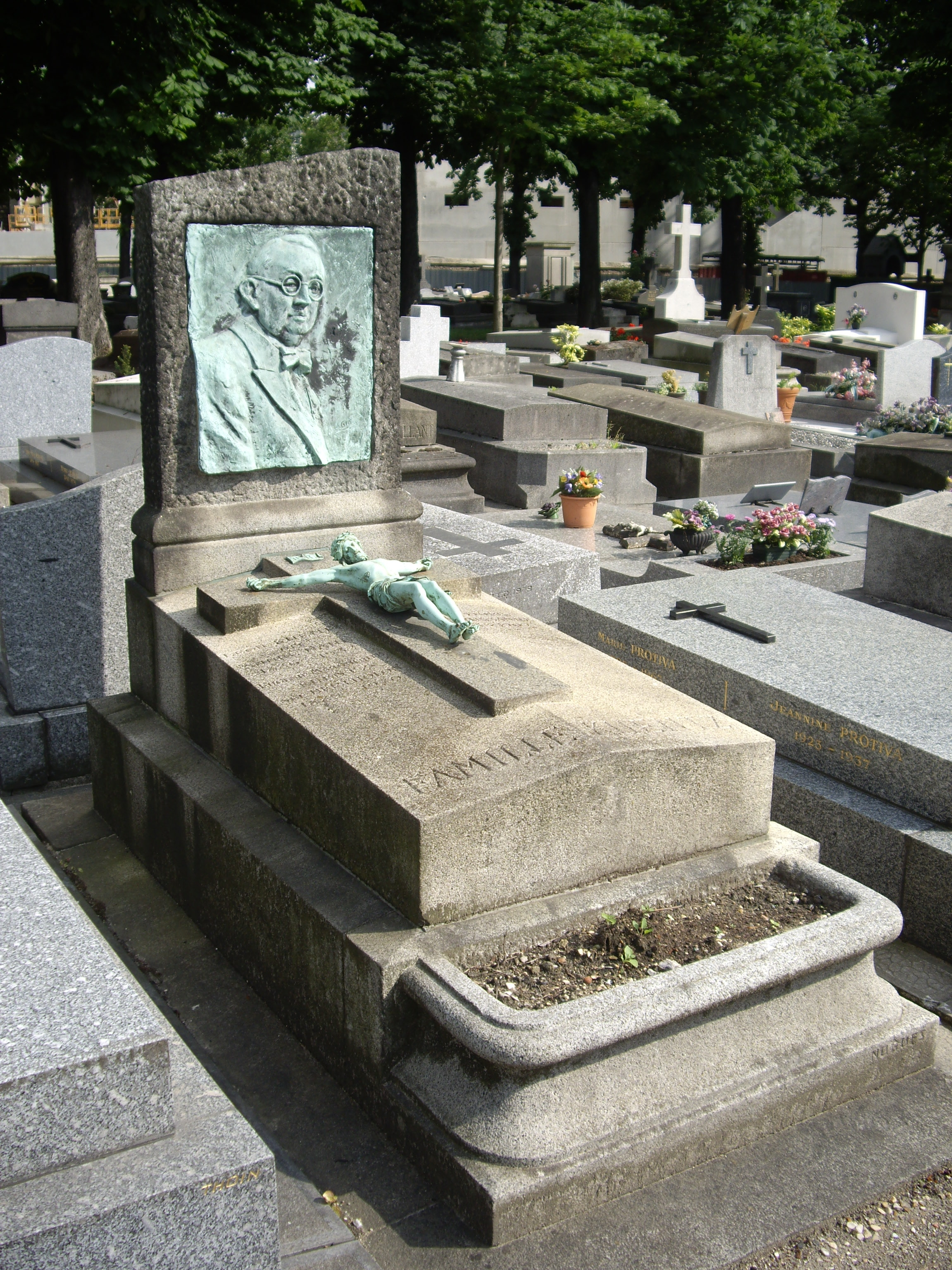
Das Grab von André Dahl
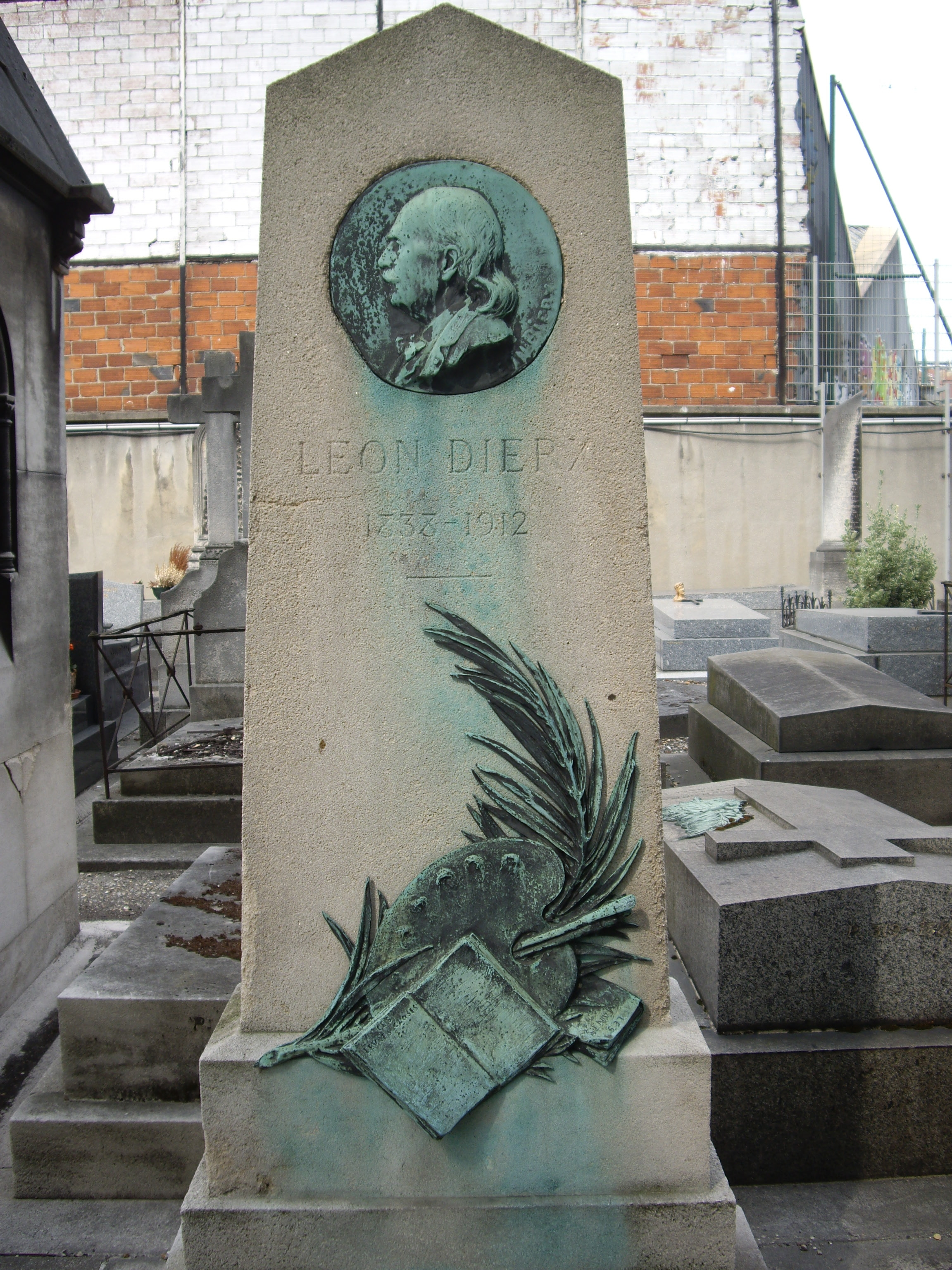
Das Grab von Léon Dierx
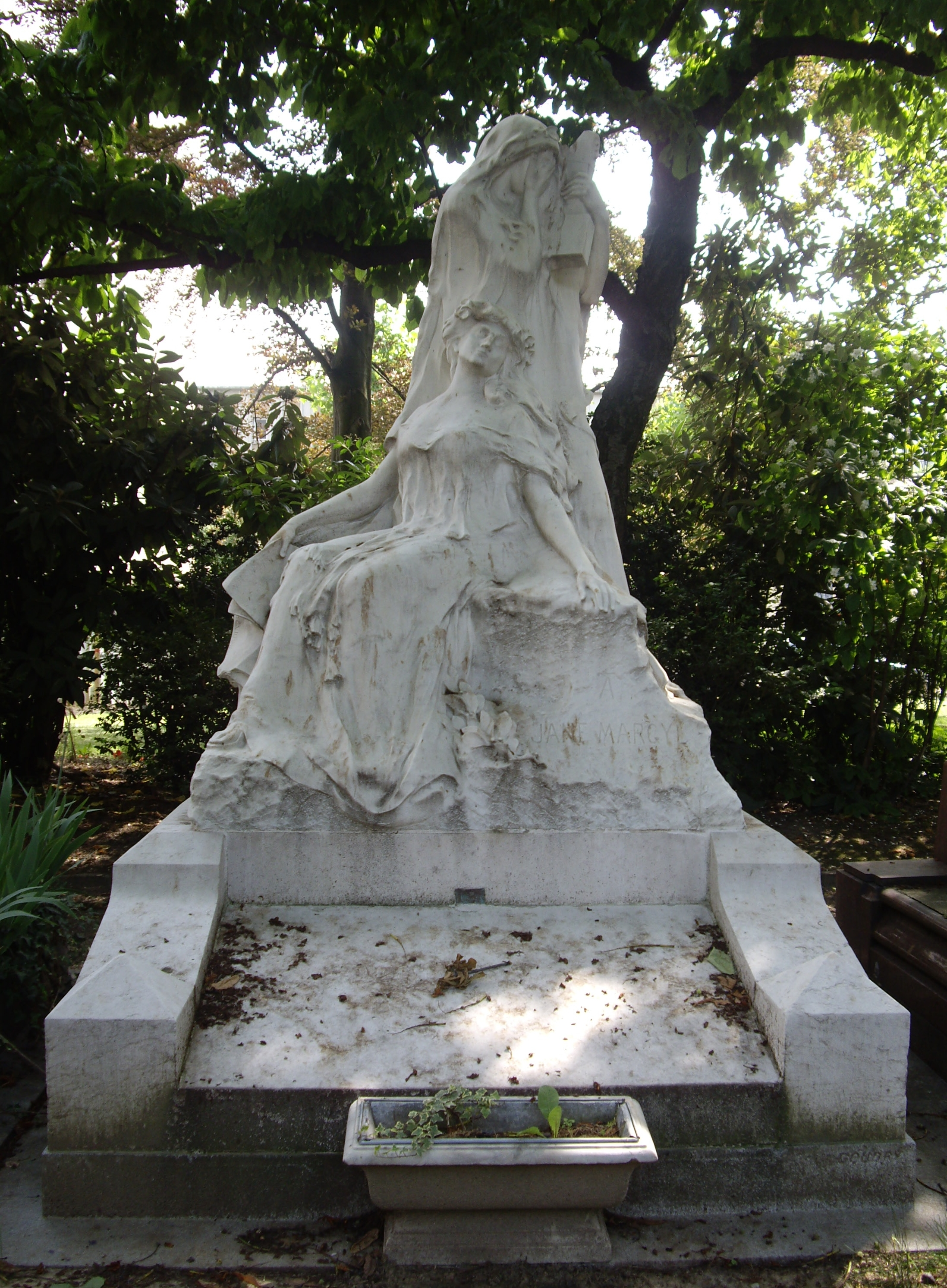
Das Grab von Jane Margyl
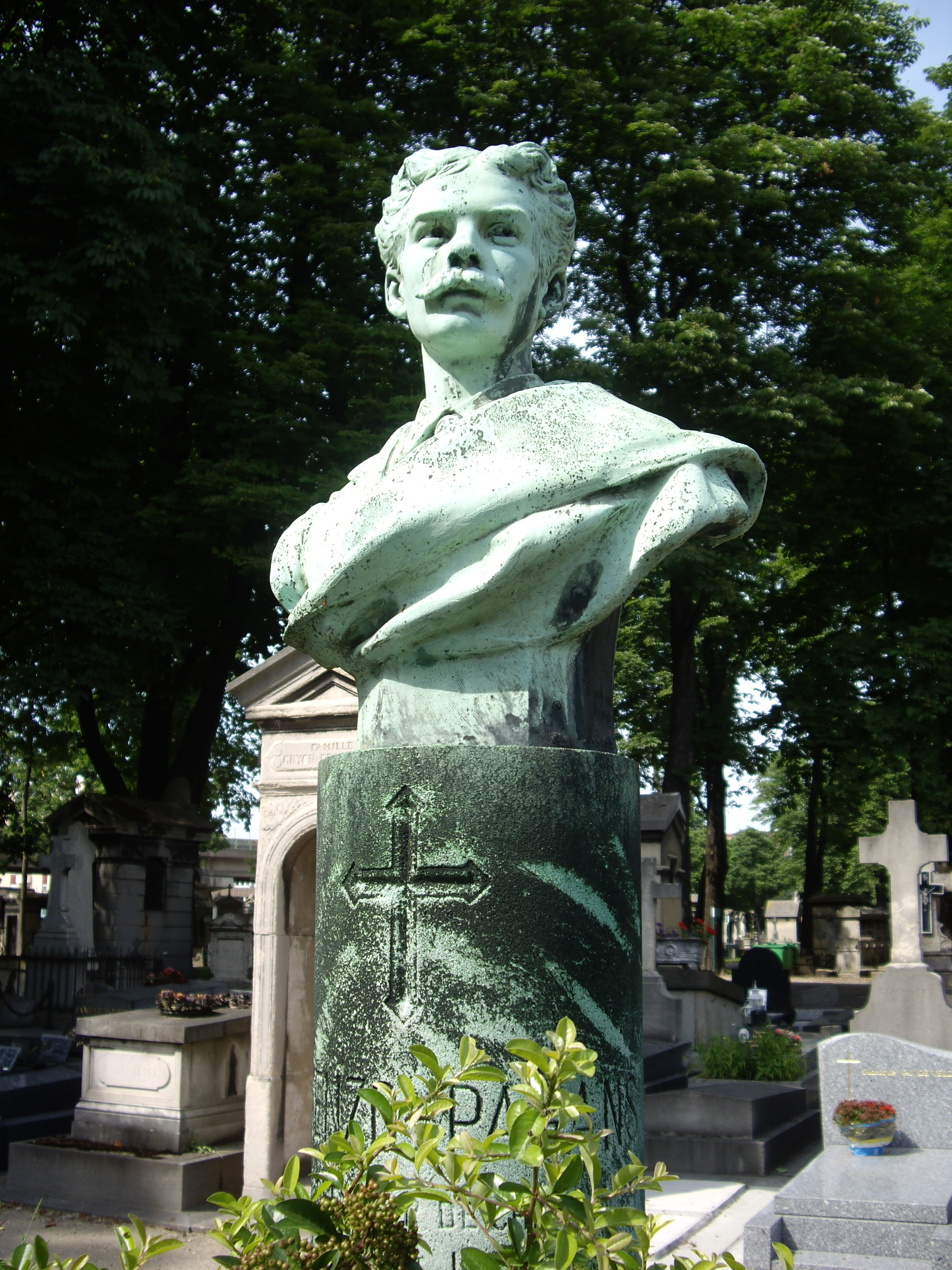
Das Grab von Lorenzo Pagans
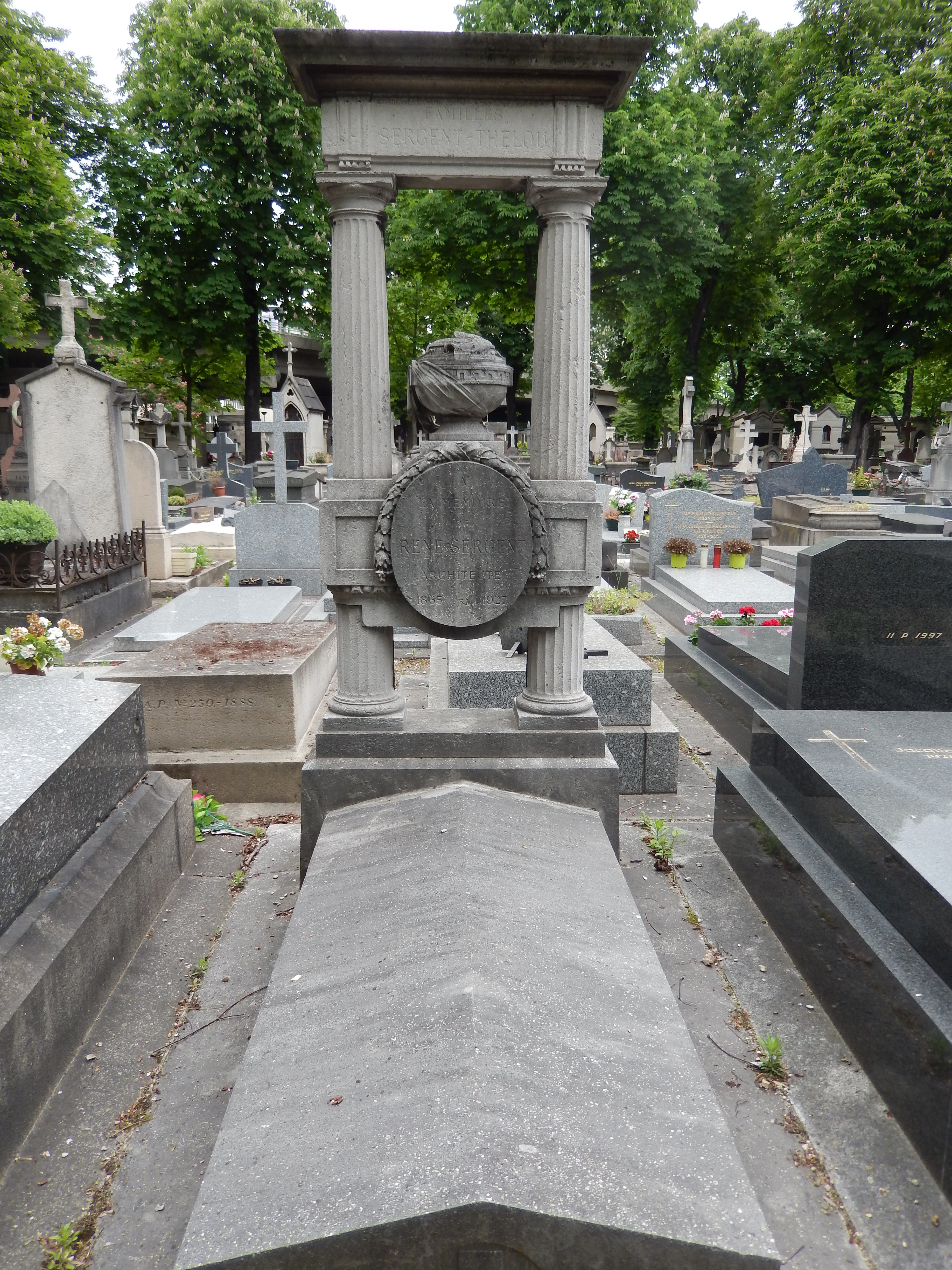
Das Grab von René Sergent
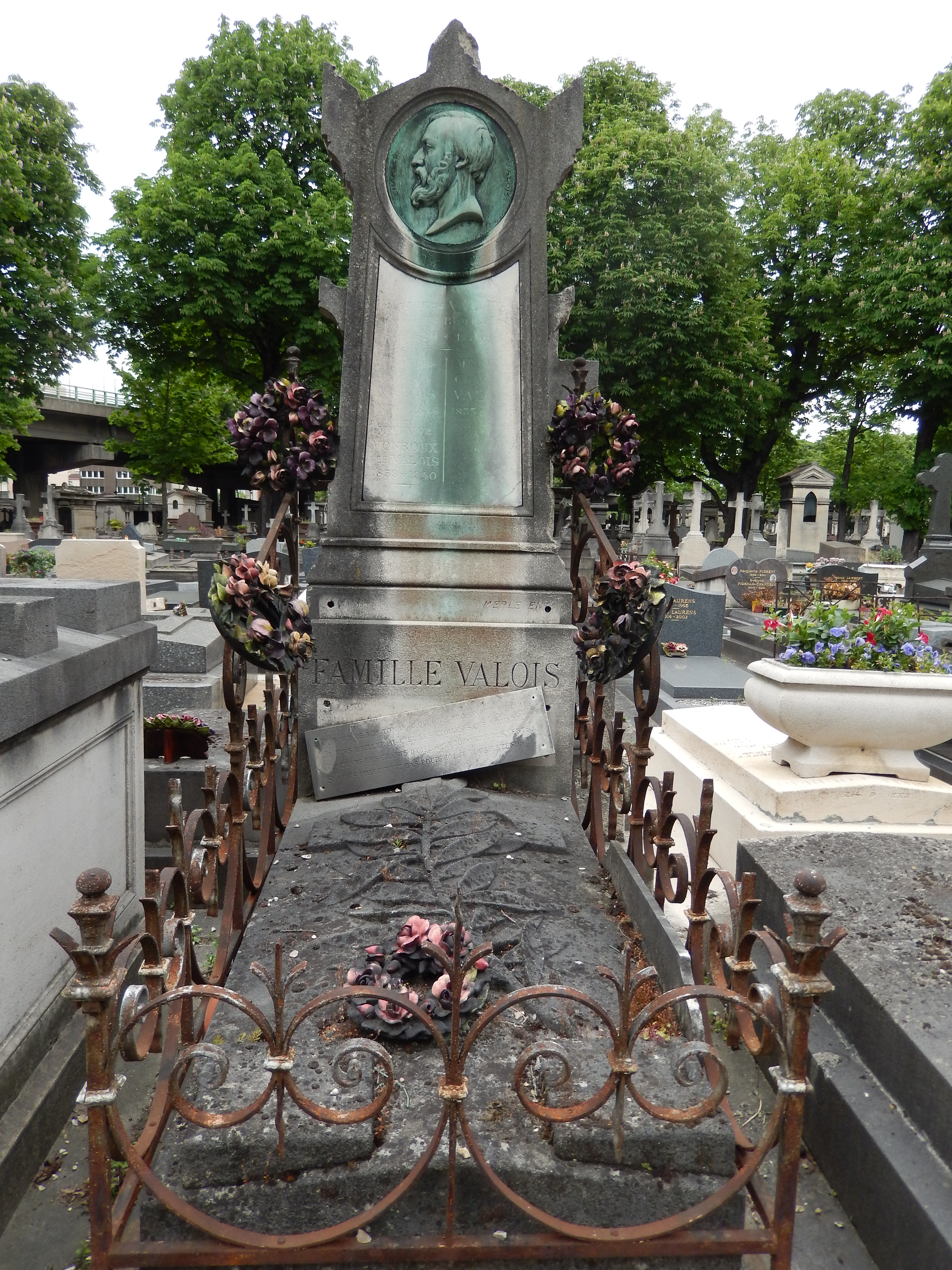
Das Grab von Charles Valois
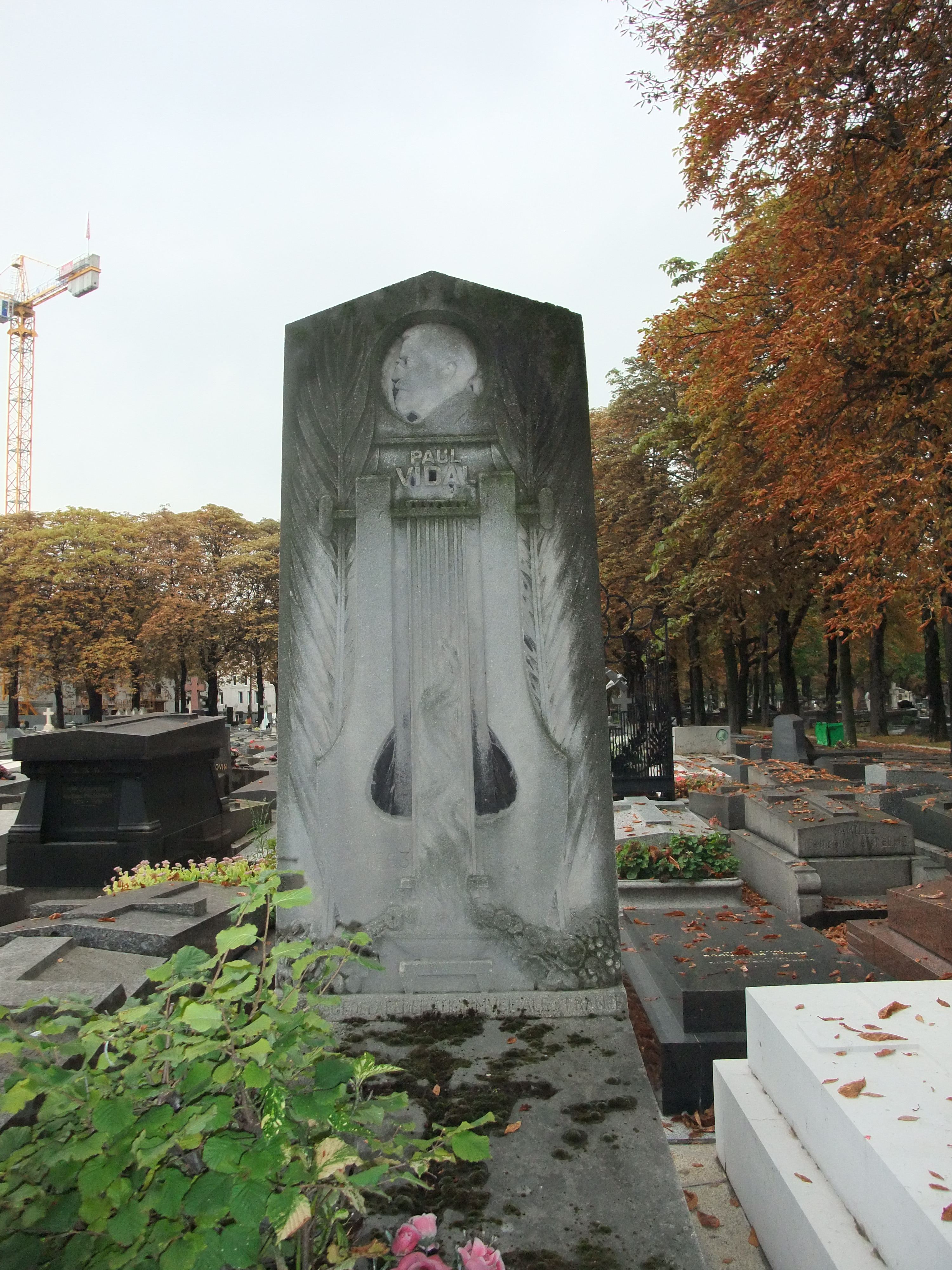
Das Grab von Paul Vidal

## Berühmte Personen, die auf dem Cimetière des Batignolles begraben sind

### A
| Name                     | Lebenszeit | Bedeutung                                          | Grabstelle  |
| ------------------------ | ---------- | -------------------------------------------------- | ----------- |
| Louis Abel-Truchet       | 1857–1918  | Maler der Belle Époque (Chevalier der Ehrenlegion) | Division 2  |
| Théodore Akimenko        | 1876–1945  | Pianist, Komponist und Musikwissenschaftler        | Division 29 |
| Émilienne d’Alençon      | 1869–1946  | Tänzerin und Schauspielerin                        | Division 1  |
| Émile Anthoine           | 1882–1969  | Leichtathlet (Geher)                               | Division 9  |
| François-Alphonse Aulard | 1849–1928  | Historiker der Französischen Revolution            | Division 10 |

### B
| Name                | Lebenszeit | Bedeutung                                                                                        | Grabstelle  |
| ------------------- | ---------- | ------------------------------------------------------------------------------------------------ | ----------- |
| Léon Bakst          | 1866–1924  | Maler und Bühnenbildner                                                                          | Division 25 |
| André Barsacq       | 1909–1973  | Regisseur, Dramatiker und Theaterregisseur                                                       | Division 25 |
| Wilfrid Baumgartner | 1902–1978  | Bankier und Politiker                                                                            | Division 25 |
| Hippolyte Belhomme  | 1854–1923  | Opernsänger (Bassbariton)                                                                        | Division 24 |
| Alexander Benois    | 1870–1960  | Maler, Schriftsteller, Kunsthistoriker und -kritiker sowie Mitgründer der Bewegung Mir Iskusstwa | Division 25 |
| Élie Berthet        | 1815–1891  | Schriftsteller                                                                                   | Division 31 |
| Pierre Billotey     | 1886–1932  | Schriftsteller (Romancier), Gründungsmitglied des Association des écrivains combattants          | Division 21 |
| Wanda de Boncza     | 1872–1902  | Schauspielerin (Sociétaire de la Comédie-Française)                                              | Division 1  |
| Claude Borelli      | 1934–1960  | Schauspielerin                                                                                   | Division 31 |
| Marius Borgeaud     | 1861–1924  | Maler                                                                                            | Division 24 |
| Lucien Bossoutrot   | 1890–1958  | Flugpionier und Politiker                                                                        | Division 32 |
| Jean Boyer          | 1901–1965  | Regisseur, Chansontexter und Drehbuchautor                                                       | Division 2  |
| Lucien Boyer        | 1876–1942  | Poet, Chansonnier und Goguettier                                                                 | Division 2  |
| André Breton        | 1896–1966  | Dichter, Schriftsteller und Theoretiker des Surrealismus                                         | Division 31 |
| Lucienne Bréval     | 1869–1935  | Opernsängerin (Dramatischer Sopran)                                                              | Division 2  |
| Alfred Bruneau      | 1857–1934  | Komponist und Musikkritiker                                                                      | Division 6  |

### C
| Name              | Lebenszeit | Bedeutung                                                               | Grabstelle  |
| ----------------- | ---------- | ----------------------------------------------------------------------- | ----------- |
| Gaston Calmette   | 1858–1914  | Journalist und Chef der Tageszeitung „Le Figaro“                        | Division 15 |
| Blanche Cavelli   | 1875–1951  | Opernsängerin und Schauspielerin                                        | Division 31 |
| Blaise Cendrars   | 1887–1961  | Schriftsteller und Abenteurer                                           | Division 7  |
| Fjodor Schaljapin | 1873–1938  | Opernsänger (Bass) und Schauspieler                                     | Division 25 |
| Fernand Charpin   | 1887–1944  | Schauspieler                                                            | Division 29 |
| Ernest Christophe | 1827–1892  | Bildhauer (Schüler von François Rude und Freund von Charles Baudelaire) | Division 13 |

### D
| Name                | Lebenszeit | Bedeutung                                                             | Grabstelle  |
| ------------------- | ---------- | --------------------------------------------------------------------- | ----------- |
| André Dahl          | 1886–1932  | Schriftsteller und Journalist                                         | Division 9  |
| Albert Dalimier     | 1875–1936  | Politiker                                                             | Division 30 |
| Adolphe Danhauser   | 1835–1896  | Komponist und Musikpädagoge                                           | Division 12 |
| Joseph Darnand      | 1897–1945  | Politiker                                                             | Division 32 |
| Jean-Robert Debray  | 1906–1980  | Arzt (Urologe) und Politiker                                          | Division 9  |
| Jacques Debronckart | 1934–1983  | Sänger                                                                | Division 25 |
| Armand Deperdussin  | 1860–1924  | Unternehmer und Flugzeughersteller                                    | Division 9  |
| Marguerite Deval    | 1866–1955  | Opernsängerin und Schauspielerin                                      | Division 2  |
| Léon Dierx          | 1838–1912  | Schriftsteller und Maler                                              | Division 16 |
| Georges Docquois    | 1863–1927  | Schriftsteller                                                        | Division 26 |
| René Dorin          | 1891–1969  | Chansonnier und Dramatiker                                            | Division 32 |
| Pierre Dreyfus      | 1907–1994  | PDG von Renault und Minister                                          | Division 10 |
| Huguette Duflos     | 1887–1982  | Film- und Theaterschauspielerin (Sociétaire de la Comédie-Française)  | Division 24 |
| Blanche Dufrêne     | 1874–1919  | Schauspielerin am Théâtre Sarah-Bernhardt und Stummfilmschauspielerin | Division 28 |
| Marguerite Durand   | 1864–1936  | Schauspielerin, Journalistin und Suffragette                          | Division 10 |
| Hélène Dutrieu      | 1877–1961  | Radsportlerin, Pilotin und Pionierin der Luftfahrt                    | Division 2  |

### E
| Name            | Lebenszeit | Bedeutung      | Grabstelle  |
| --------------- | ---------- | -------------- | ----------- |
| Lucienne Ercole | 1894–1985  | Schriftsteller | Division 26 |

### F
| Name                   | Lebenszeit | Bedeutung                                                                                              | Grabstelle  |
| ---------------------- | ---------- | --- | ----------- |
| René Fache             | 1816–1891  | Bildhauer (Schüler von Corneille Theunissen und Léon Fagel)                                            | Division 13 |
| Pierre-Eugène Fournier | 1892–1972  | Hoher Beamter (Präsident des Verwaltungsrates der SNCF und Gouverneur der Banque de France, 1937–1940) | Division 26 |
| Micheline Francey      | 1919–1969  | Schauspielerin und Radiomoderatorin                                                                    | Division 29 |

### G
| Name                    | Lebenszeit | Bedeutung                                                                                         | Grabstelle  |
| ----------------------- | ---------- | ------------------------------------------------------------------------------------------------- | ----------- |
| Arnould Galopin         | 1863–1934  | Schriftsteller                                                                                    | Division 30 |
| Jacqueline Gauthier     | 1921–1982  | Schauspielerin                                                                                    | Division 17 |
| Louis de Gonzague-Frick | 1883–1959  | Dichter und Literaturkritiker                                                                     | Division 23 |
| Pol Gosset              | 1881–1953  | Architekt                                                                                         | Division 14 |
| Jean Giraudy            | 1904–2001  | Rechtsanwalt und Werbepionier (Orangina)                                                          | Division 26 |
| Antonio Gisbert         | 1881–1953  | Maler des Klassizismus, Historienmaler                                                            | Division 23 |
| Saint-Granier           | 1890–1976  | Sänger, Liedermacher, Drehbuchautor und Regisseur                                                 | Division 13 |
| Henri-Léon Gréber       | 1854–1941  | Bildhauer, Medailleur und Keramiker                                                               | Division 11 |
| Wladimir Guettée        | 1816–1892  | Katholischer Priester der zur Orthodoxie konvertierte (Archimandrit), Autor (Religionsgeschichte) | Division 12 |

### H
| Name                 | Lebenszeit | Bedeutung                                                                                             | Grabstelle  |
| -------------------- | ---------- | --- | ----------- |
| Severiano de Heredia | 1836–1901  | Politiker                                                                                             | Division 8  |
| Alfred Heurteaux     | 1893–1985  | Offizier und Jagdflieger im Ersten und Zweiten Weltkrieg                                              | Division 31 |
| Jean Hubert          | 1885–1927  | Flugzeugpionier und -hersteller, Chefingenieur der Société des Avions Bernard                         | Division 24 |
| André Hugon          | 1886–1960  | Regisseur des ersten französischen Tonfilms (Les Trois Masques 1929), Drehbuchautor und Filmproduzent | Division 2  |
| Charles Humbert      | 1866–1927  | Politiker                                                                                             | Division 24 |
| Victor Huguet        | 1835–1902  | Maler                                                                                                 | Division 11 |
| Louis Huvey          | 1858–1954  | Maler, Lithograf und Plakatkünstler                                                                   | Division 31 |

### I
| Name          | Lebenszeit | Bedeutung                     | Grabstelle  |
| ------------- | ---------- | ----------------------------- | ----------- |
| Émile Isola   | 1860–1945  | Zauberkünstler (Frères Isola) | Division 9  |
| Vincent Isola | 1862–1947  | Zauberkünstler (Frères Isola) | Division 9  |
| Serge Ivanoff | 1893–1983  | Maler                         | Division 16 |
| Paul d’Ivoi   | 1856–1915  | Schriftsteller                | Division 12 |

### L
| Name                       | Lebenszeit | Bedeutung | Grabstelle  |
| -------------------------- | ---------- | --- | ----------- |
| Arnaud Langer              | 1919–1955  | Bomberpilot der FFL im Zweiten Weltkrieg (Officier de la Légion d’Honneur, Distinguished Flying Cross, Air Medal) | Division 31 |
| Louis Lapicque             | 1866–1952  | Arzt, Neurophysiologe und Anthropologe                                                                            | Division 8  |
| Jeanne Lauvernay-Petitjean | 1875–1955  | Malerin | Division 31 |
| Henry Léauté               | 1847–1916  | Ingenieur, Mathematiker und Mitglied der Académie des sciences                                                    | Division 13 |
| Henri-René Lenormand       | 1882–1951  | Dramatiker | Division 24 |
| Aimé Lepercq               | 1889–1944  | Ingenieur, Industrieller, Politiker (Finanzminister der vierten Republik) und Résistant                           | Division 26 |
| René Lestelly              | 1904–1993  | Film- und Theaterschauspieler                                                                                     | Division 9  |
| Jean L'Herminier           | 1902–1953  | Marineoffizier und Kommandant des U-Bootes Casabianca                                                             | Division 17 |
| Sergei Ljapunow            | 1859–1924  | Komponist und Pianist                                                                                             | Division 24 |
| Geo London                 | 1885–1951  | Schriftsteller, Journalist (Gerichtsreporter)                                                                     | Division 30 |
| Éric Losfeld               | 1922–1979  | Herausgeber und Schriftsteller (Pseudonym: Dellfos)                                                               | Division 9  |

### M
| Name                 | Lebenszeit | Bedeutung                                           | Grabstelle  |
| -------------------- | ---------- | --------------------------------------------------- | ----------- |
| Armand Machabey      | 1886–1966  | Musikologe                                          | Division 12 |
| Jane Margyl          | 1874–1907  | Opernsängerin (Mezzosopran)                         | Division 1  |
| Georges Marty        | 1860–1908  | Komponist und Dirigent                              | Division 10 |
| Jules Mazellier      | 1879–1959  | Komponist und Dirigent                              | Division 27 |
| Gilbert Médéric-Védy | 1902–1944  | Résistant                                           | Division 29 |
| Jacques Meyran       | 1912–1989  | Schauspieler                                        | Division 23 |
| Gaston Modot         | 1887–1970  | Schauspieler                                        | Division 11 |
| Fred Money           | 1882–1956  | Maler, Illustrator und Plakatkünstler               | Division 24 |
| Robert Moor          | 1889–1972  | Schauspieler                                        | Division 26 |
| Claire Motte         | 1937–1986  | Tänzerin                                            | Division 32 |
| André Mouëzy-Éon     | 1880–1967  | Dramatiker, Schauspieler, Drehbuchautor, Librettist | Division 2  |
| Lina Munte           | 1854–1909  | Schauspielerin                                      | Division 23 |
| Suzanne Munte        | 1867–1938  | Theater- und Stummfilmschauspielerin                | Division 23 |
| Alfred Muteau        | 1850–1916  | Politiker                                           | Division 1  |

### N
| Name                | Lebenszeit | Bedeutung                                              | Grabstelle  |
| ------------------- | ---------- | ------------------------------------------------------ | ----------- |
| Stacia Napierkowska | 1891–1945  | Filmschauspielerin sowie Ballett- und Varieté-Tänzerin | Division 29 |
| Janusz Nawroczyński | 1884–1931  | Maler, Illustrator und Diplomat                        | Division 26 |
| Maurice Neumont     | 1868–1930  | Maler, Lithograf, Illustrator und Plakatkünstler       | Division 26 |
| Georges Normandy    | 1882–1946  | Schriftsteller, Dramatiker und Literaturkritiker       | Division 16 |

### P
| Name                       | Lebenszeit | Bedeutung                                                                                 | Grabstelle  |
| -------------------------- | ---------- | ----------------------------------------------------------------------------------------- | ----------- |
| Lorenzo Pagans             | 1833–1883  | Tenor, Musiker und Komponist                                                              | Division 6  |
| Dominique-Alexandre Parodi | 1840–1901  | Dramatiker                                                                                | Division 11 |
| Paulette Pax               | 1840–1901  | Schauspielerin und Regisseurin                                                            | Division 27 |
| Cora Pearl                 | 1835–1886  | Schauspielerin, Kurtisane von Napoléon Joseph Charles Paul Bonaparte und Charles de Morny | Division 31 |
| Joséphin Péladan           | 1858–1918  | Schriftsteller, Okkultist und Mitgründer des Ordre Kabbalistique de la Rose-Croix         | Division 6  |
| Maurice Pellé              | 1863–1924  | General                                                                                   | Division 25 |
| Benjamin Péret             | 1899–1959  | Dichter und Schriftsteller des Surrealismus                                               | Division 31 |
| Henry Plée                 | 1923–2014  | Karatepionier und Inhaber der 10. Dan                                                     | Division 31 |
| Charles-Louis Pothier      | 1881–1962  | Komponist und Liedtexter                                                                  | Division 31 |
| Henri Pugliesi-Conti       | 1866–1936  | Admiral der französischen Marine                                                          | Division 10 |
| Paul Pugliesi-Conti        | 1861–1933  | Anwalt und Politiker                                                                      | Division 10 |

### R
| Name                   | Lebenszeit | Bedeutung                                                        | Grabstelle  |
| ---------------------- | ---------- | ---------------------------------------------------------------- | ----------- |
| Eddy Rasimi            | 1927–1979  | Schauspieler                                                     | Division 27 |
| Henri Robert           | 1863–1936  | Strafverteidiger, Historiker und Mitglied der Académie française | Division 13 |
| Léon Riotor            | 1865–1946  | Schriftsteller, Politiker und Commandeur der Ehrenlegion         | Division 27 |
| Marcel Rochas          | 1902–1955  | Modedesigner, Parfümeur, und Gründer des Modehauses Rochas       | Division 8  |
| Hélène Rochas          | 1927–2011  | Unternehmer, Ehefrau und Muse von Marcel Rochas                  | Division 8  |
| Édouard Rosset-Granger | 1853–1934  | Maler (Akademische Kunst)                                        | Division 11 |

### S
| Name              | Lebenszeit | Bedeutung                          | Grabstelle  |
| ----------------- | ---------- | ---------------------------------- | ----------- |
| Édouard Salustro  | 1929–2013  | Wirtschaftsprüfer und Buchhalter   | Division 21 |
| René Sergent      | 1865–1927  | Architekt                          | Division 12 |
| Made Siamé        | 1885–1974  | Theater- und Filmschauspielerin    | Division 13 |
| Aimé Simon-Girard | 1889–1950  | Opernsänger und Schauspieler       | Division 24 |
| Achille Souchard  | 1900–1976  | Radrennfahrer (Olympiasieger 1920) | Division 27 |
| Madeleine Suffel  | 1899–1974  | Schauspielerin                     | Division 9  |

### T
| Name              | Lebenszeit | Bedeutung                                                                                  | Grabstelle  |
| ----------------- | ---------- | ------------------------------------------------------------------------------------------ | ----------- |
| Geneviève Tabouis | 1892–1985  | linksgerichtete Journalistin und Historikerin                                              | Division 27 |
| Gilles Tautin     | 1950–1968  | Militanter Maoist, Mitglied der Union des jeunesses communistes marxistes-léninistes (UJC) | Division 29 |
| Aimée Tessandier  | 1851–1923  | Schauspielerin                                                                             | Division 28 |
| Maurice Teynac    | 1915–1992  | Schauspieler                                                                               | Division 30 |
| Jean Théodoridès  | 1926–1999  | Parasitologe, Biologe und Mediziner (CNRS)                                                 | Division 10 |
| Toyen             | 1902–1980  | Malerin, Zeichnerin und Grafikerin (Vertreterin des Poetismus)                             | Division 2  |
| Louis Trousselier | 1881–1939  | Radrennfahrer                                                                              | Division 8  |

### V
| Name             | Lebenszeit | Bedeutung                                                   | Grabstelle  |
| ---------------- | ---------- | ----------------------------------------------------------- | ----------- |
| Charles Valois   | 1820–1899  | Schriftsteller, Dichter und Romancier                       | Division 12 |
| Émile Vardannes  | 1873–1951  | Schauspieler, Regisseur und Drehbuchautor                   | Division 30 |
| Clément Vautel   | 1876–1954  | Journalist, Romancier und Dramatiker                        | Division 31 |
| Ray Ventura      | 1908–1979  | Orchesterchef und Musikherausgeber (Onkel von Sacha Distel) | Division 32 |
| Paul Verlaine    | 1844–1896  | Lyriker des Symbolismus                                     | Division 11 |
| Michèle Verly    | 1909–1952  | Schauspielerin                                              | Division 31 |
| Paul Vidal       | 1863–1931  | Komponist und Musikpädagoge                                 | Division 26 |
| Édouard Vuillard | 1868–1940  | Maler (Intimismus), Künstlergruppe Nabis                    | Division 26 |

### W
| Name           | Lebenszeit | Bedeutung             | Grabstelle |
| -------------- | ---------- | --------------------- | ---------- |
| Charles Wiener | 1851–1913  | Forscher und Diplomat | Division 8 |

### X
| Name        | Lebenszeit | Bedeutung                                                                          | Grabstelle  |
| ----------- | ---------- | ---------------------------------------------------------------------------------- | ----------- |
| Fernand Xau | 1852–1899  | Journalist und Gründer der täglichen Literaturzeitschrift „Le Journal“ (1892–1944) | Division 12 |

### Z
| Name           | Lebenszeit | Bedeutung | Grabstelle  |
| -------------- | ---------- | --- | ----------- |
| André Zirnheld | 1913–1942  | Fallschirmjäger (erster französischer Fallschirmjäger-Offizier, der im Kampf getötet wurde), Mitglied des Special Air Service | Division 24 |